# Horace Disston
Horace Cumberland Disston (* 7. Januar 1906 in Philadelphia; † 30. September 1982 in Camden, Maine) war ein Hockeyspieler, der 1932 eine olympische Bronzemedaille gewann.

## Leben
Horace Disston studierte an der Princeton University und spielte dort Fußball und Eishockey. Später war er Hockeyspieler beim Philadelphia Cricket Club.
Bei den Olympischen Spielen 1932 in Los Angeles nahmen nur drei Mannschaften am Hockey-Turnier teil. Nachdem die indische Mannschaft die japanische Mannschaft mit 11:1 besiegt hatte, gewannen die Japaner gegen das Team der Vereinigten Staaten mit 9:2. Im letzten Spiel siegte die indische Mannschaft mit 24:1 gegen die Mannschaft der Vereinigten Staaten.
Vier Jahre später traten bei den Olympischen Spielen 1936 in Berlin elf Mannschaften an. Das Team aus den Vereinigten Staaten absolvierte insgesamt vier Partien und verlor alle, woran auch der Außenläufer Disston nichts ändern konnte.
Horace Disston zog es später von Pennsylvania nach Maine, wo er seine eigene Firma aufbaute.